# Sojuz TMA-05M
Sojuz TMA-05M – misja statku Sojuz do Międzynarodowej Stacji Kosmicznej (ISS). 15 lipca 2012 r. nastąpił start z kosmodromu Bajkonur, natomiast lądowanie 19 listopada 2012 r.
17 lipca statek połączył się z ISS i załoga przeszła na jej pokład tworząc, wspólnie z przebywającą już na niej załogą statku Sojuz TMA-04M, 32. stałą załogę (ekspedycję) stacji. Po opuszczeniu stacji przez załogę statku Sojuz TMA-04M, rozpoczęła pracę 33. stała załoga, której dowódcą została Sunita Williams. Natomiast z chwilą opuszczenia stacji przez załogę Sojuza TMA-05M pracę rozpoczęła – na razie w niepełnym składzie – 34. stała załoga.

## Załoga

### Podstawowa
- Jurij Malenczenko (5) – dowódca (Rosja)
- Sunita Williams (2) – inżynier pokładowy (USA)
- Akihiko Hoshide (2) – inżynier pokładowy (Japonia)

### Rezerwowa
- Roman Romanienko (2) – dowódca (Rosja)
- Chris Hadfield (3) – inżynier pokładowy (Kanada)
- Thomas Marshburn (2) – inżynier pokładowy (USA)

## Galeria

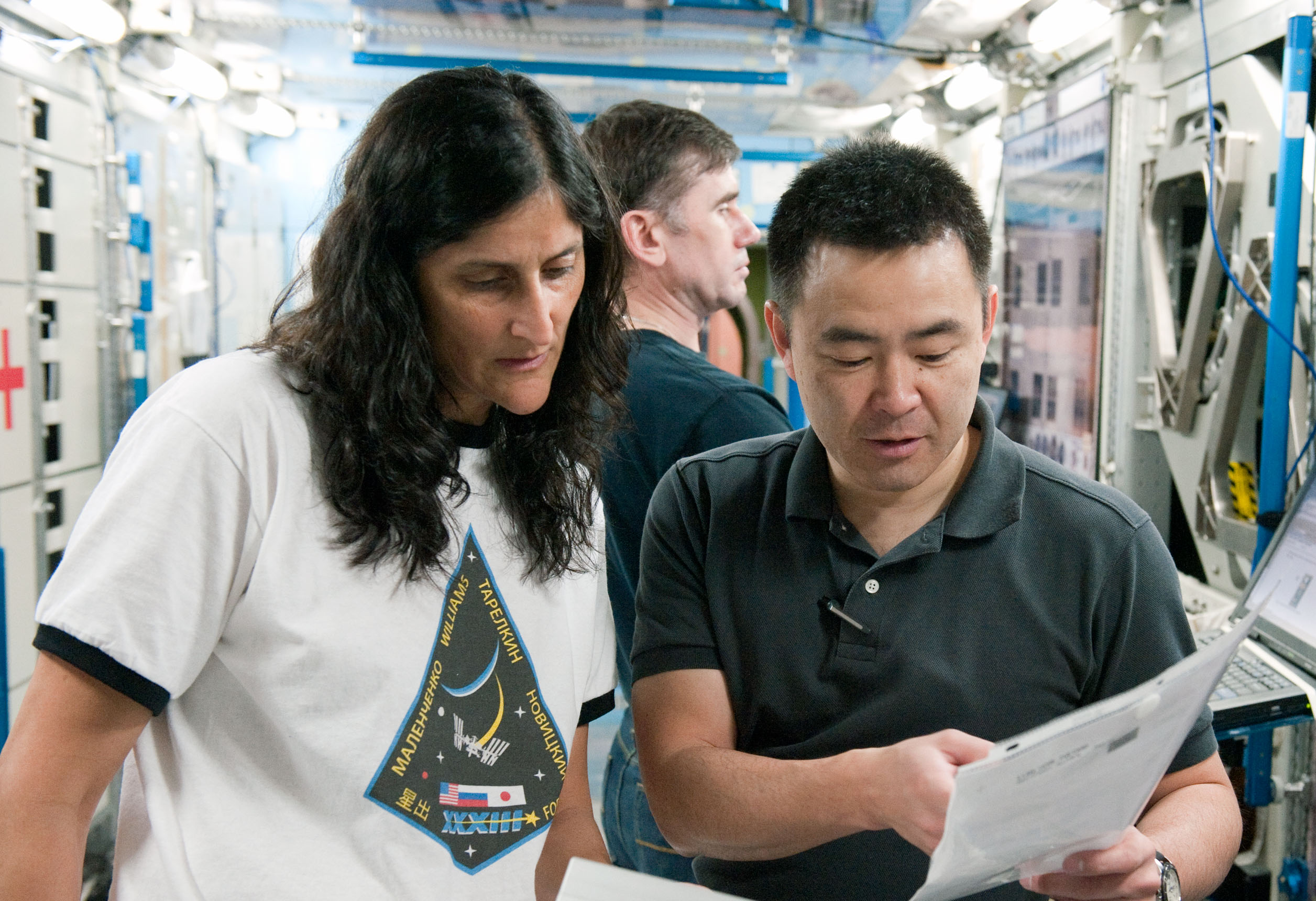
W makiecie ISS podczas treningu do lotu (styczeń 2012)
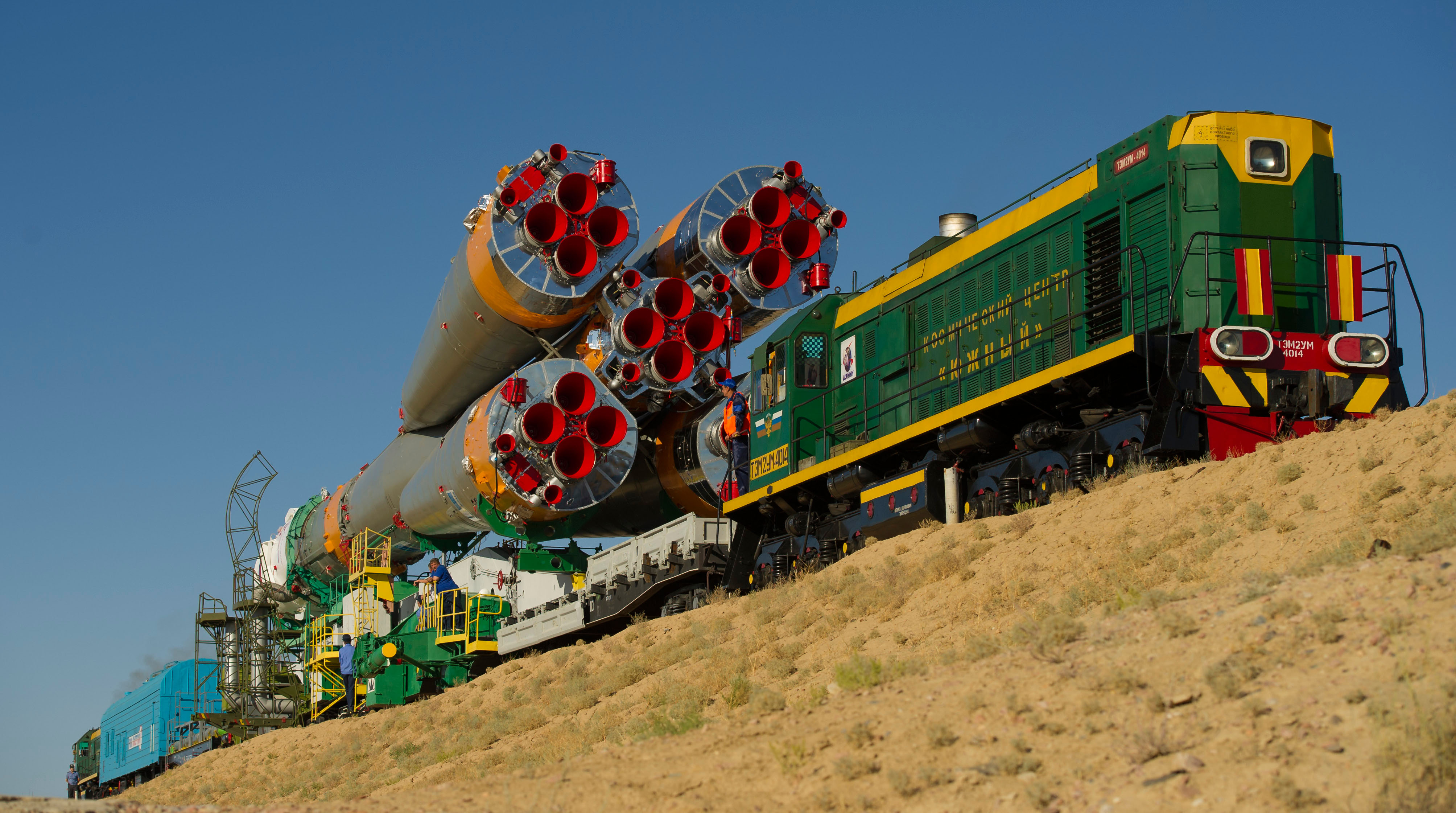
Rakieta ze statkiem wytaczana na stanowisko startowe (12 lipca 2012)
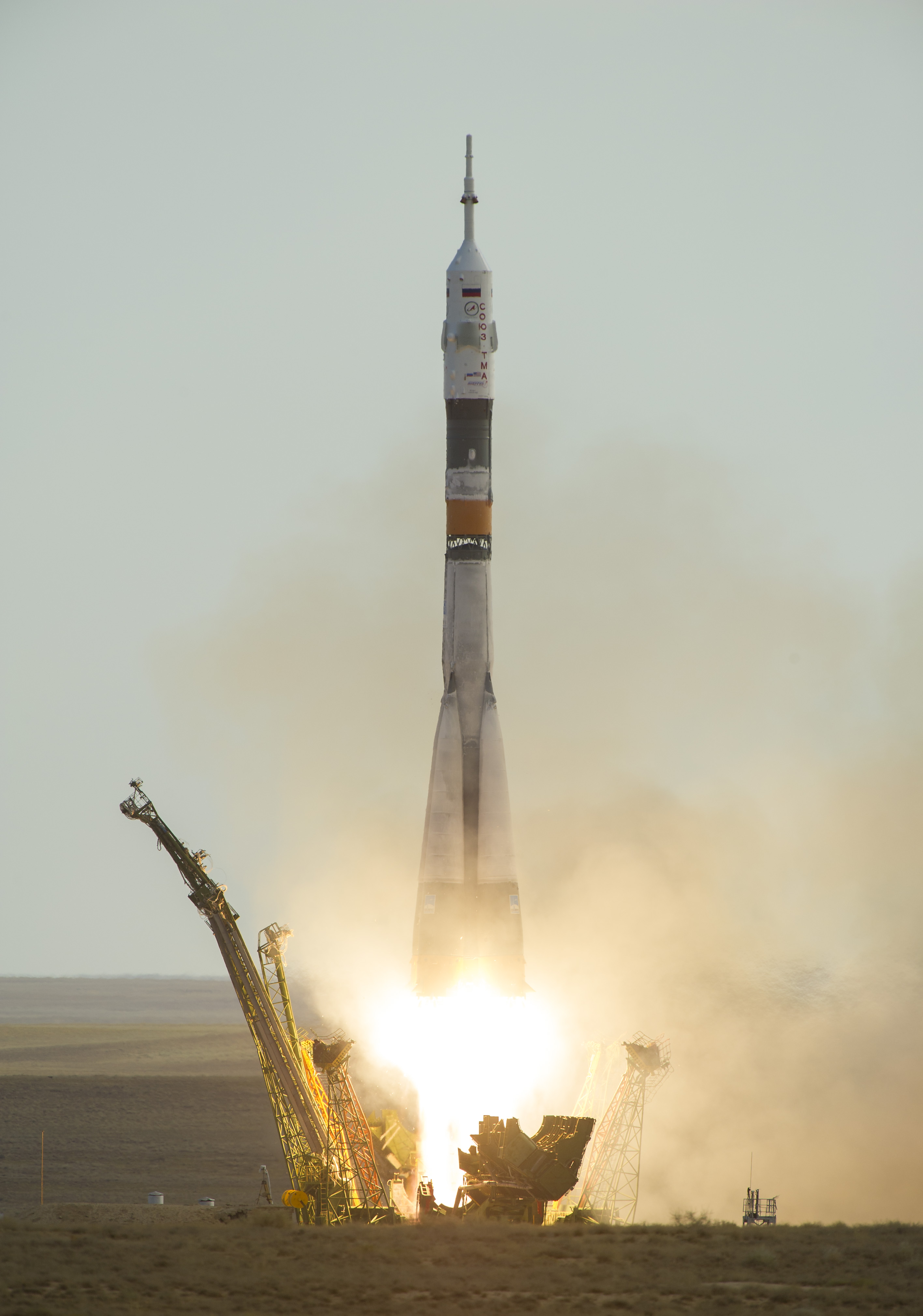
Start 15 lipca 2012
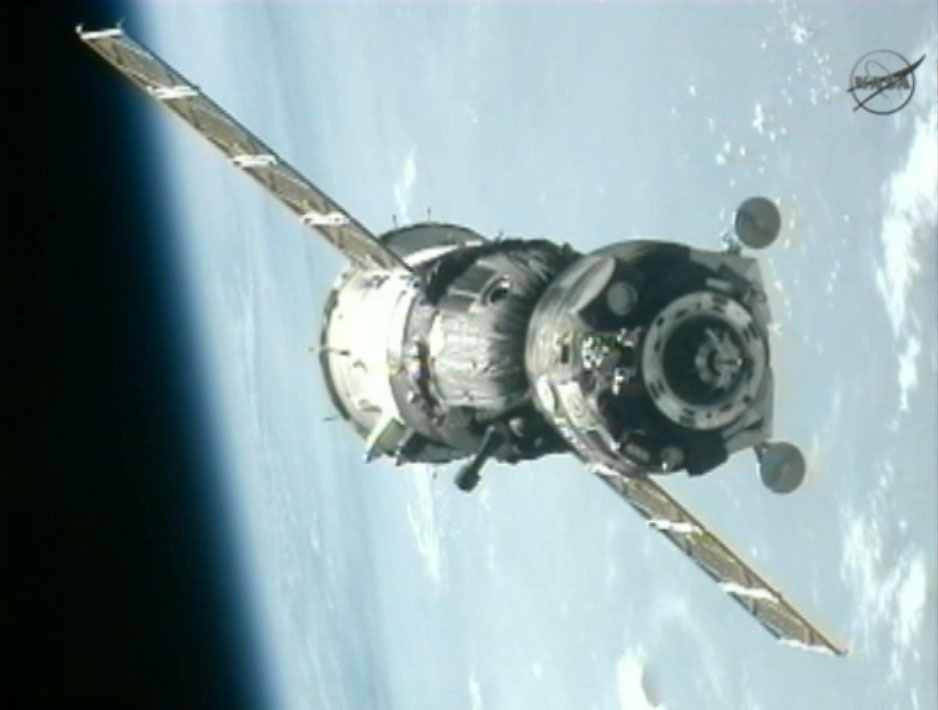
Statek podczas zbliżania się do ISS
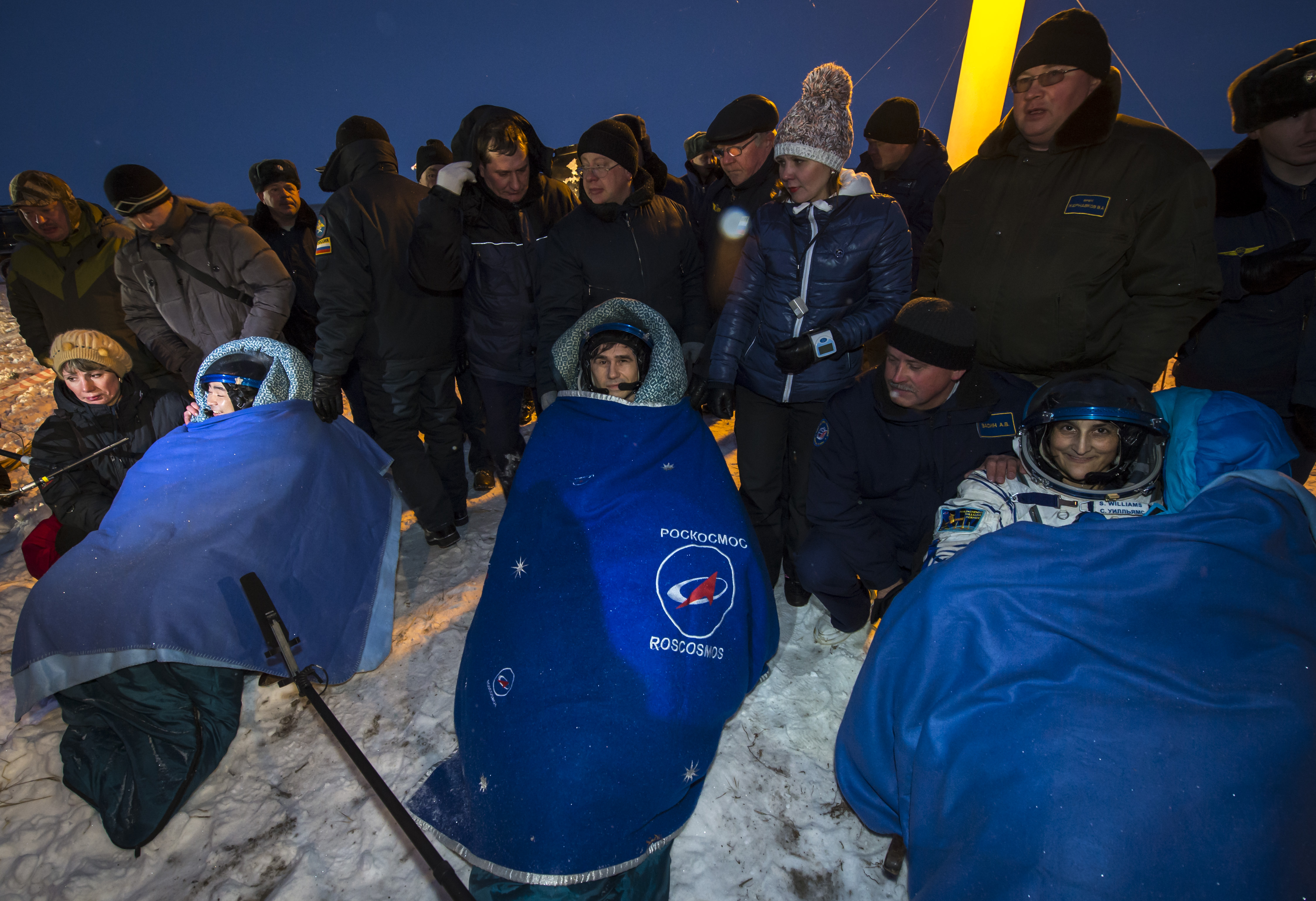
Załoga krótko po wylądowaniu